# Henryk XIII Bawarski
Henryk XIII(I) (ur. 19 listopada 1235, zm. 3 lutego 1290 w Burghausen) – książę Bawarii i palatyn reński w latach 1253–1255, książę Dolnej Bawarii (jako Henryk I) po podziale Bawarii w latach 1255–1290, z dynastii Wittelsbachów.
Syn księcia Bawarii Ottona II i hrabianki Palatynatu Agnieszki.
Jego dziadkami ze strony matki był palatyn reński Henryk V (Welf) i Agnieszka ze Staufów.
Po śmierci ojca w 1253 odziedziczył razem z bratem Ludwikiem II księstwo Bawarii. By nie dochodziło do konfliktów Bawaria została podzielona między dwóch synów Otto II. Henryk XIII otrzymał Dolną Bawarię, natomiast jego brat Górną Bawarię. Rozbicie na Dolną i Górną Bawarię trwało do 1340 roku.
Podział Bawarii był sprzeczny z prawem, co spowodowało sprzeciw biskupów w Bawarii i sprzymierzenie się ich z czeskim królem Przemysłem Ottokarem II, który najechał Bawarię w sierpniu 1257. Bracia zdołali jednak odeprzeć atak.
Henryk XIII Bawarski zmarł 3 lutego 1290 r., a jego następcą został najstarszy syn Otto III Bawarski, jednak faktycznie rządy objęli też Ludwik III oraz Stefan I.

## Potomstwo
W 1250 roku ożenił się z Elżbietą węgierską, córką króla Węgier Beli IV i Marii Laskariny. Miał z nią dziesięcioro znanych dzieci:
- Agnieszka (styczeń 1254 - 20 października 1315), zakonnica;
- Agnieszka (17 lipca 1255 - 10 maja 1260), zakonnica;
- Agnieszka (29 października 1256 - 16 listopada 1260), zakonnica;
- Elżbieta (23 kwietnia 1258 - 8 sierpnia 1314), zakonnica;
- Otto III Bawarski;
- Henryk (23 lutego 1262 - 16 września 1280);
- Sofia (ok. 1264 - 4 lutego 1282), żona Poppona VIII, hrabiego Hennebergu;
- Katarzyna (9 czerwca 1267 - 9 stycznia 1310), żona Fryderyka Tuta, margrabiego Miśni;
- Ludwik III Bawarski;
- Stefan I Bawarski.